# المپیک زمستانی ۱۹۹۲
بازی‌های المپیک زمستانی ۱۹۹۲ (به انگلیسی: XVI Olympic Winter Games) در شهر آلبرت‌ویل، فرانسه از ۸ تا ۲۳ فوریه ۱۹۹۲ برگزار شد.
در این دوره از بازی‌ها آلمان با ۱۰ طلا، ۱۰ نقره و ۶ برنز مقام اول این رقابت‌ها را به دست آورد. تیم متحد المپیک با ۹ طلا، ۶ نقره و ۸ برنز به مقام دوم رسید. نروژ با ۹ طلا، ۶ نقره و ۵ برنز مقام سوم را کسب کرد. تیم ایران نیز در این دوره از بازی‌ها شرکت نکرده است.

## ورزش‌ها
- اسکی آلپاین (۱۰) (جزئیات)
- ورزش دوگانه (۶) (جزئیات)
- بابسلد (۲) (جزئیات)
- اسکی صحرانوردی (۱۰) (جزئیات)
- اسکیت نمایشی (۴) (جزئیات)
- اسکی نمایشی (۲) (جزئیات)
- هاکی روی یخ (۱) (جزئیات)
- لژسواری (۳) (جزئیات)
- نوردیک ترکیبی (۲) (جزئیات)
- اسکی پرش (۳) (جزئیات)
- اسکیت سرعت مسیر کوتاه (۴) (جزئیات)
- اسکیت سرعت (۱۰) (جزئیات)

## کشورهای شرکت‌کننده
- الجزایر (۴)
- آندورا (۵)
- آرژانتین (۲۰)
- استرالیا (۲۱)
- اتریش (۵۸)
- بلژیک (۵)
- برمودا (۱)
- بولیوی (۴)
- برزیل (۷)
- بلغارستان (۳۱)
- کانادا (۱۰۸)
- شیلی (۵)
- چین (۳۲)
- کاستاریکا (۴)
- کرواسی (۴)
- قبرس (۴)
- چکسلواکی (۷۴)
- دانمارک (۶)
- استونی (۱۹)
- فنلاند (۶۲)
- فرانسه (۱۰۹) (میزبان)
- آلمان (۱۱۱)
- بریتانیای کبیر (۴۹)
- یونان (۸)
- هندوراس (۱)
- مجارستان (۲۴)
- ایسلند (۵)
- هند (۲)
- ایرلند (۴)
- ایتالیا (۱۰۷)
- جامائیکا (۵)
- ژاپن (۶۰)
- کره شمالی (۲۰)
- کره جنوبی (۲۳)
- لتونی (۲۳)
- لبنان (۴)
- لیختن‌اشتاین (۷)
- لیتوانی (۶)
- لوکزامبورگ (۱)
- مکزیک (۲۰)
- موناکو (۵)
- مغولستان (۴)
- مراکش (۱۲)
- هلند (۱۹)
- آنتیل هلند (۲)
- نیوزیلند (۶)
- نروژ (۸۰)
- فیلیپین (۱)
- لهستان (۵۳)
- پورتوریکو (۶)
- رومانی (۲۳)
- سان مارینو (۳)
- سنگال (۲)
- اسلوونی (۲۷)
- اسپانیا (۱۷)
- سوازیلند (۱)
- سوئد (۷۳)
- سوئیس (۷۴)
- چین تایپه (۸)
- ترکیه (۸)
- تیم متحد (۱۲۹)
- ایالات متحده آمریکا (۱۴۷)
- جزایر ویرجین (۱۲)
- یوگسلاوی (۲۵)

## جدول مدال‌ها
*   کشور میزبان (فرانسه)
| رتبه            | کشور                | طلا | نقره | برنز | مجموع |
| --------------- | ------------------- | --- | ---- | ---- | ----- |
| ۱               | آلمان               | ۱۰  | ۱۰   | ۶    | ۲۶    |
| ۲               | تیم متحد            | ۹   | ۶    | ۸    | ۲۳    |
| ۳               | نروژ                | ۹   | ۶    | ۵    | ۲۰    |
| ۴               | اتریش               | ۶   | ۷    | ۸    | ۲۱    |
| ۵               | ایالات متحده آمریکا | ۵   | ۴    | ۲    | ۱۱    |
| ۶               | ایتالیا             | ۴   | ۶    | ۴    | ۱۴    |
| ۷               | فرانسه*             | ۳   | ۵    | ۱    | ۹     |
| ۸               | فنلاند              | ۳   | ۱    | ۳    | ۷     |
| ۹               | کانادا              | ۲   | ۳    | ۲    | ۷     |
| ۱۰              | کره جنوبی           | ۲   | ۱    | ۱    | ۴     |
| ۱۱              | ژاپن                | ۱   | ۲    | ۴    | ۷     |
| ۱۲              | هلند                | ۱   | ۱    | ۲    | ۴     |
| ۱۳              | سوئد                | ۱   | ۰    | ۳    | ۴     |
| ۱۴              | سوئیس               | ۱   | ۰    | ۲    | ۳     |
| ۱۵              | چین                 | ۰   | ۳    | ۰    | ۳     |
| ۱۶              | لوکزامبورگ          | ۰   | ۲    | ۰    | ۲     |
| ۱۷              | نیوزیلند            | ۰   | ۱    | ۰    | ۱     |
| ۱۸              | چکسلواکی            | ۰   | ۰    | ۳    | ۳     |
| ۱۹              | اسپانیا             | ۰   | ۰    | ۱    | ۱     |
| ۱۹              | کره شمالی           | ۰   | ۰    | ۱    | ۱     |
| مجموع (۲۰ کشور) | مجموع (۲۰ کشور)     | ۵۷  | ۵۸   | ۵۶   | ۱۷۱   |